# دژ مطرح
 قلعه مطرح  (به عربی: قلعة مطرح)، یکی از قلعه‌های مشهور کشور پادشاهی عمان ویکی از (نقاط دیدنی سلطنت عمان) است. این قلعه در بین دوراهی شهرهای مسقط پایتخت سلطنت عمان و شهر مطرح  واقع شده‌است. «قلعه مطرح» برفراز   تپه‌ای مشرف بر بندر گاه مطرح که یکی از بزرگترین بنادر شهر مطرح در استان مسقط است، قرار دارد.

## اهمیت دژ
وجود این قلعه تاریخی و در این مکان استراجیکی دلیل برآن است که عمانی‌ها به استقلال وامنیت بلاد شان اهمیت ویژه أی قائل بوده أند، لذا این دژ یکی از مهم‌ترین  قلعه‌های    محافظتی منطقهٔ عمانات بوده‌است، و از شواهد موجود پیداست که این دژ تنها راه ورودی بین مسقط و مطرح بوده‌است در دوران گذشته.

## ویژگی‌های قلعه
قلعه داری ۳ برج دائره أی مانند بود، یک برج بزرگ و دو برج کوچک، یکی از برج‌ها در ضلع غربی قلعه واقع شده‌است، وبرج دومی در قسمت شمالی قلعه و در نزدیکی برج بزرگ، وبرج اصلی در وسط و در بالاترین نقطهٔ  قلعه قرار دارد. در درون این برج یک توپ قدیمی، وباقی مانده أی از گلولهٔ آن وآثاری از توپچیان دوران پیشین به چشم می‌خورد.
این قلعه بعد از ترمیم وباز سازی که در سال ۱۹۸۱ میلادی توسط دولت انجام شده‌است، یکی از معالم بارز و گردشگری  این  استان گردیده‌است، وگردشگران از مناطق داخل و خارج سلطنت عمان  به سویش می‌شتابند.

## نگارخانه

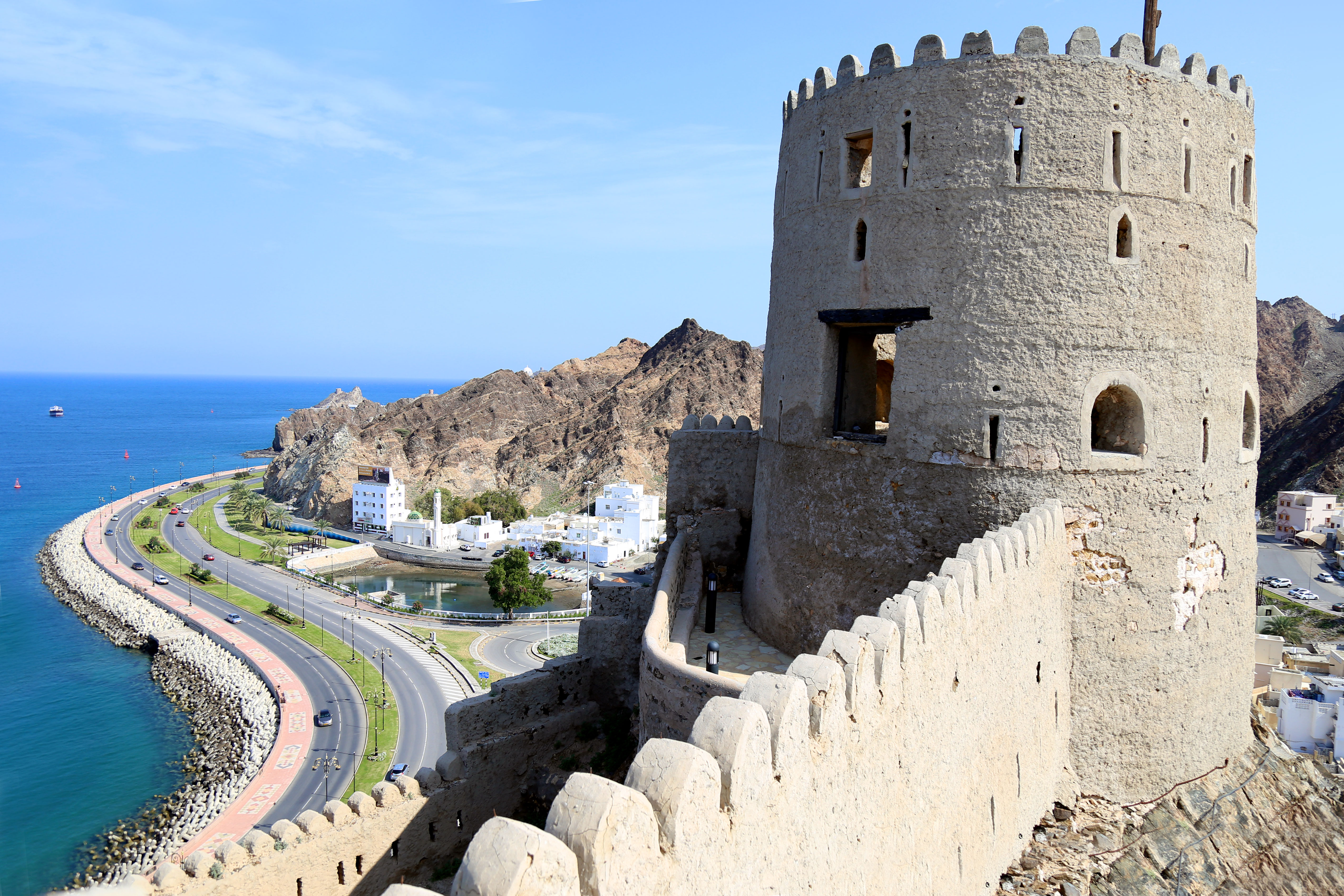
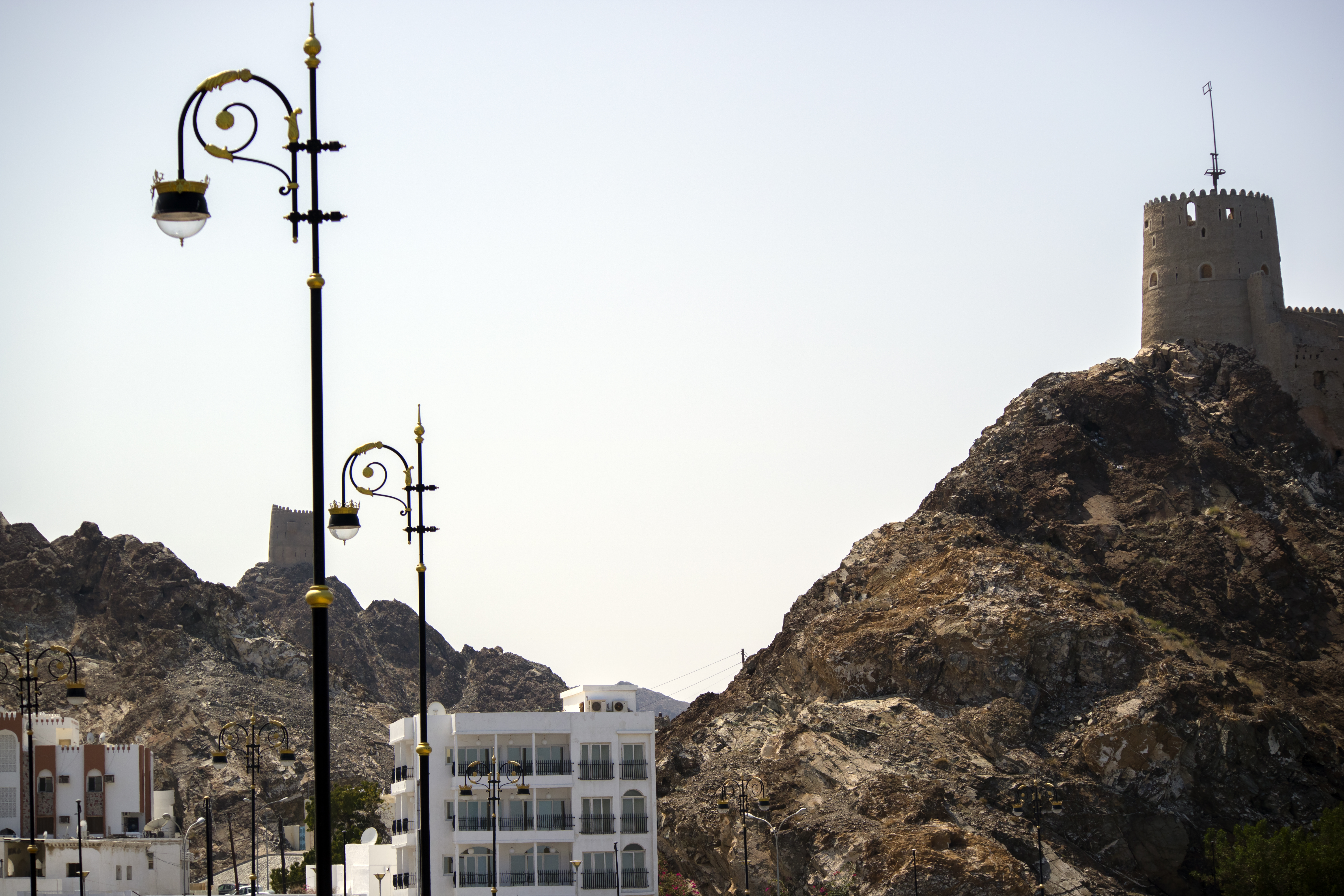
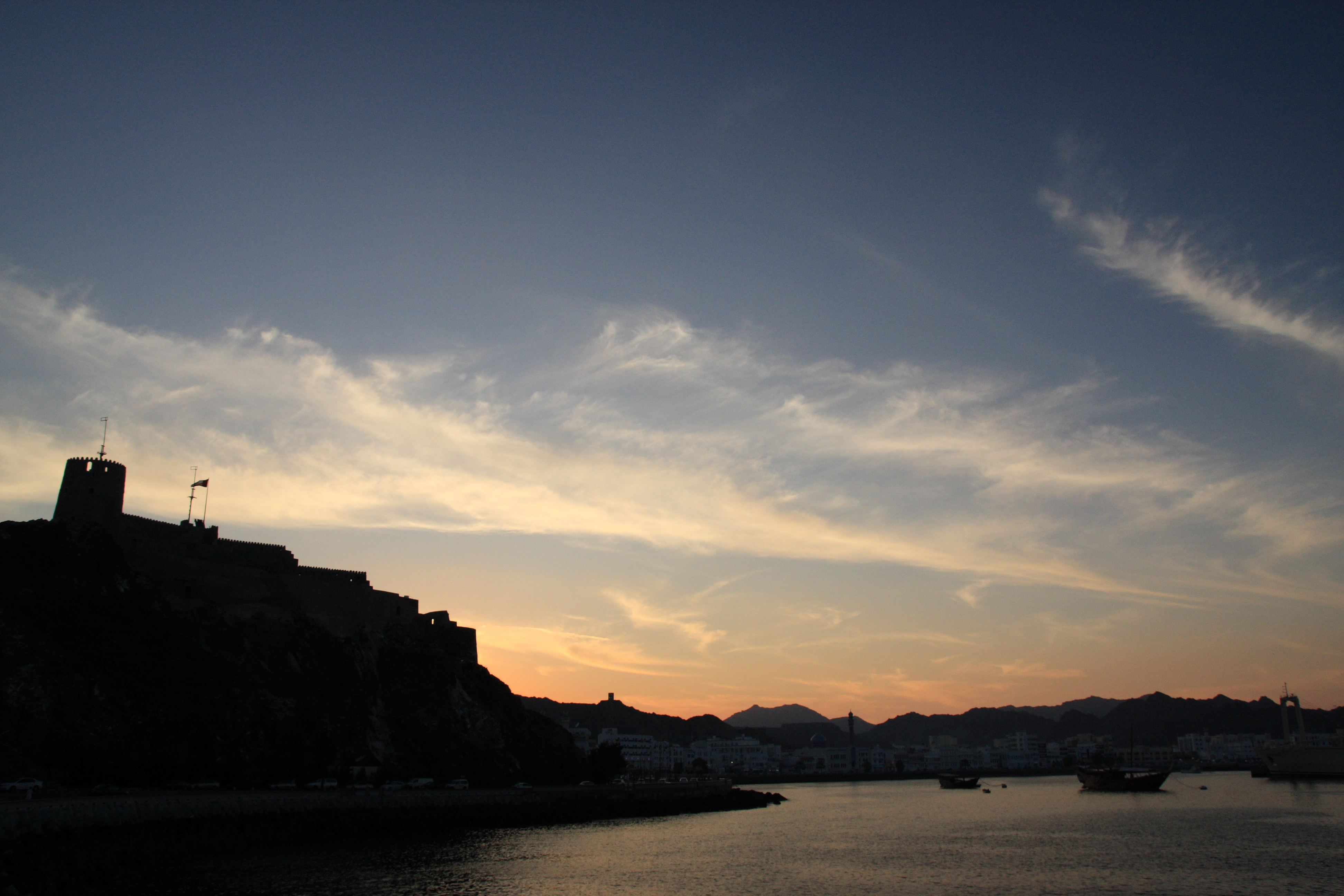
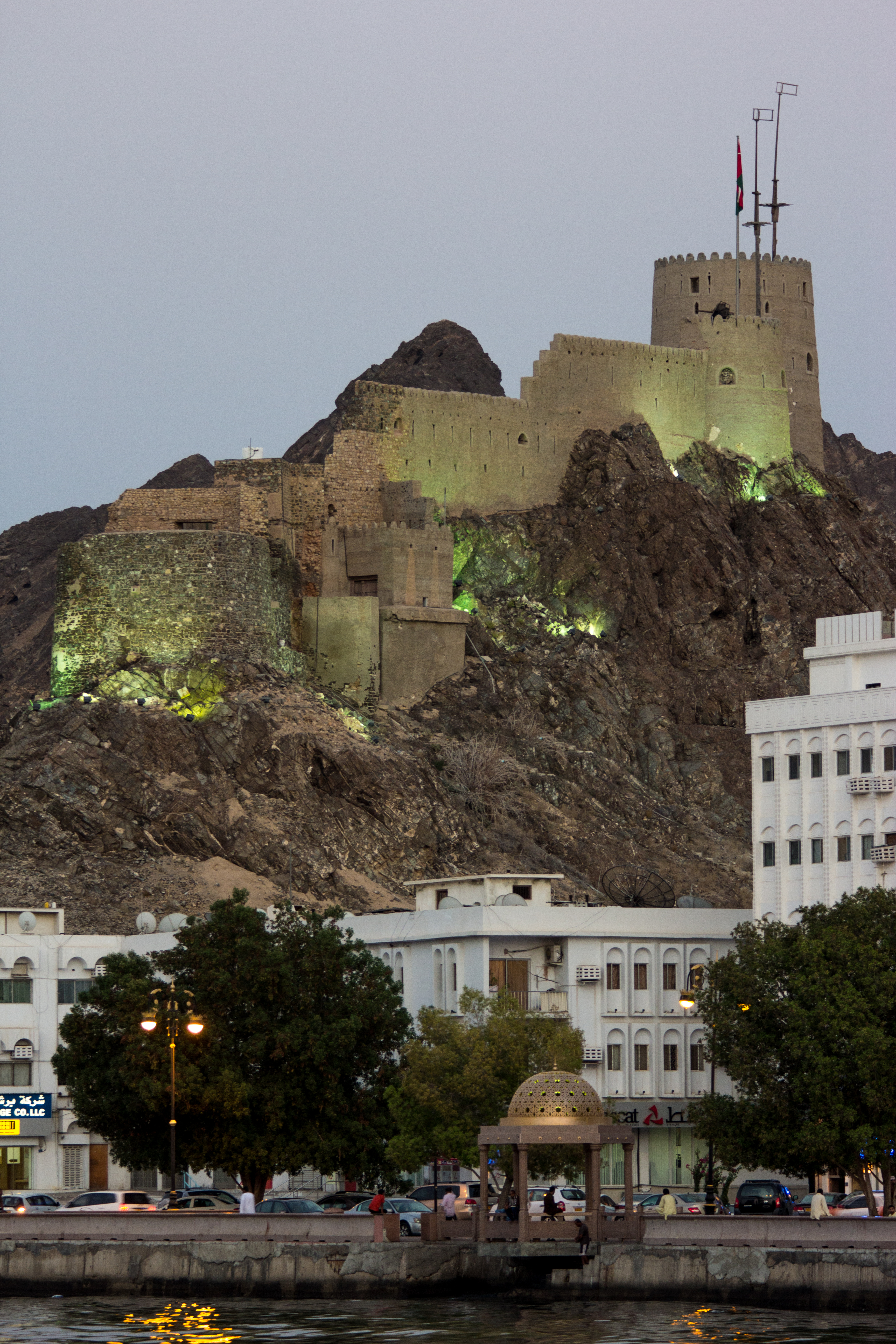
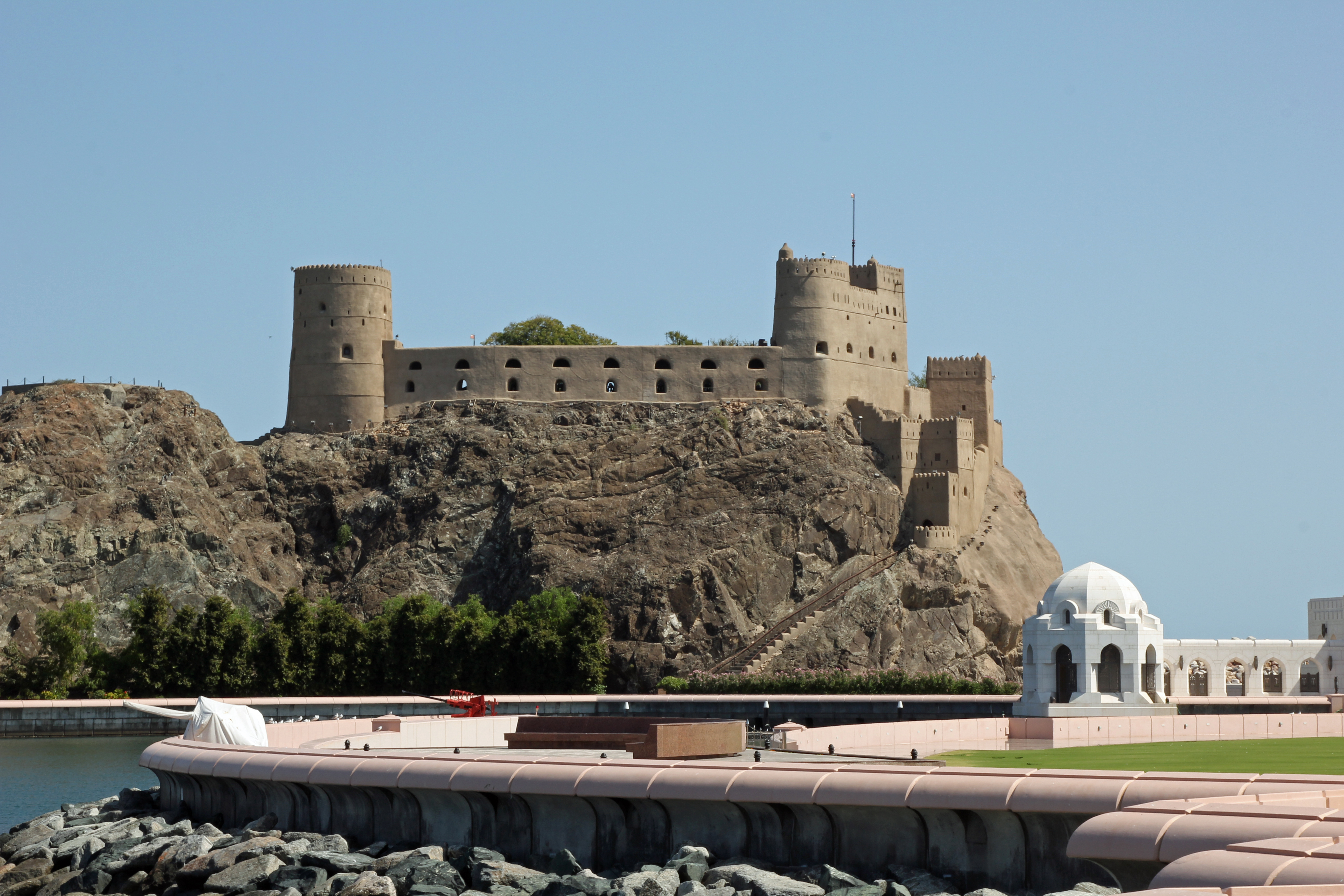
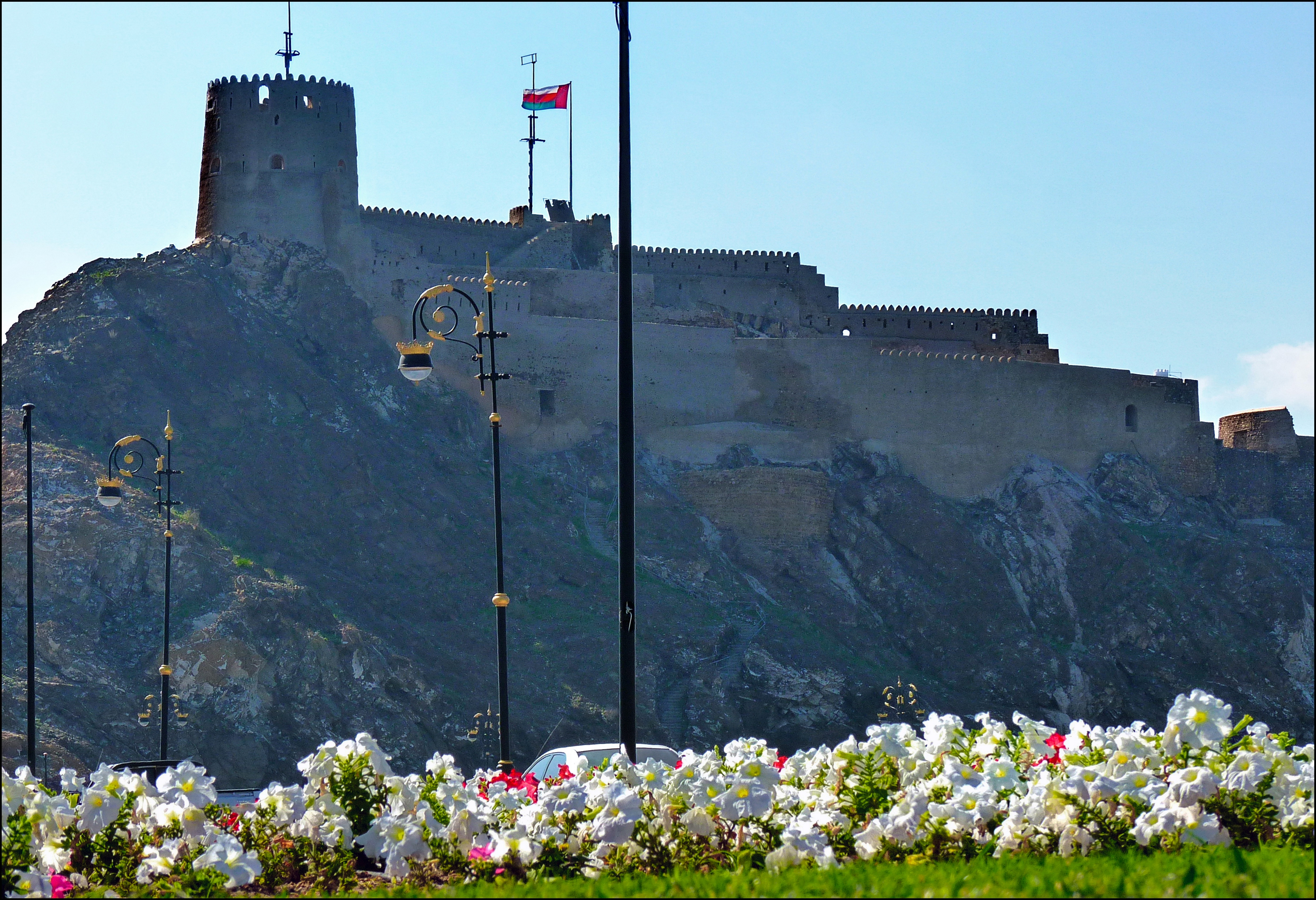
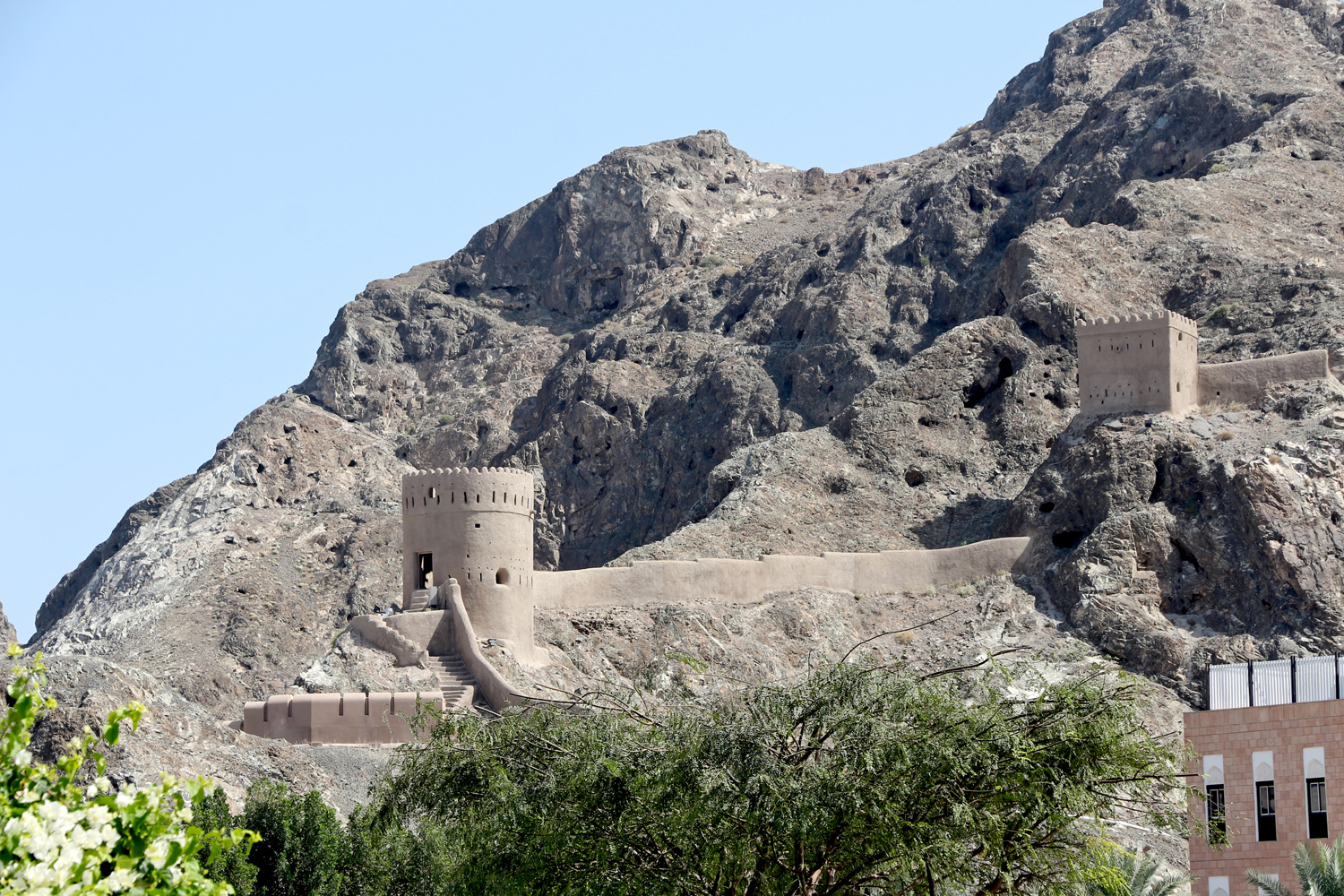
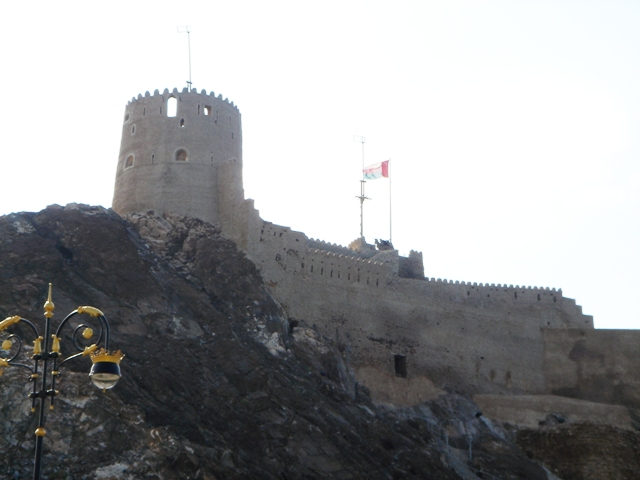
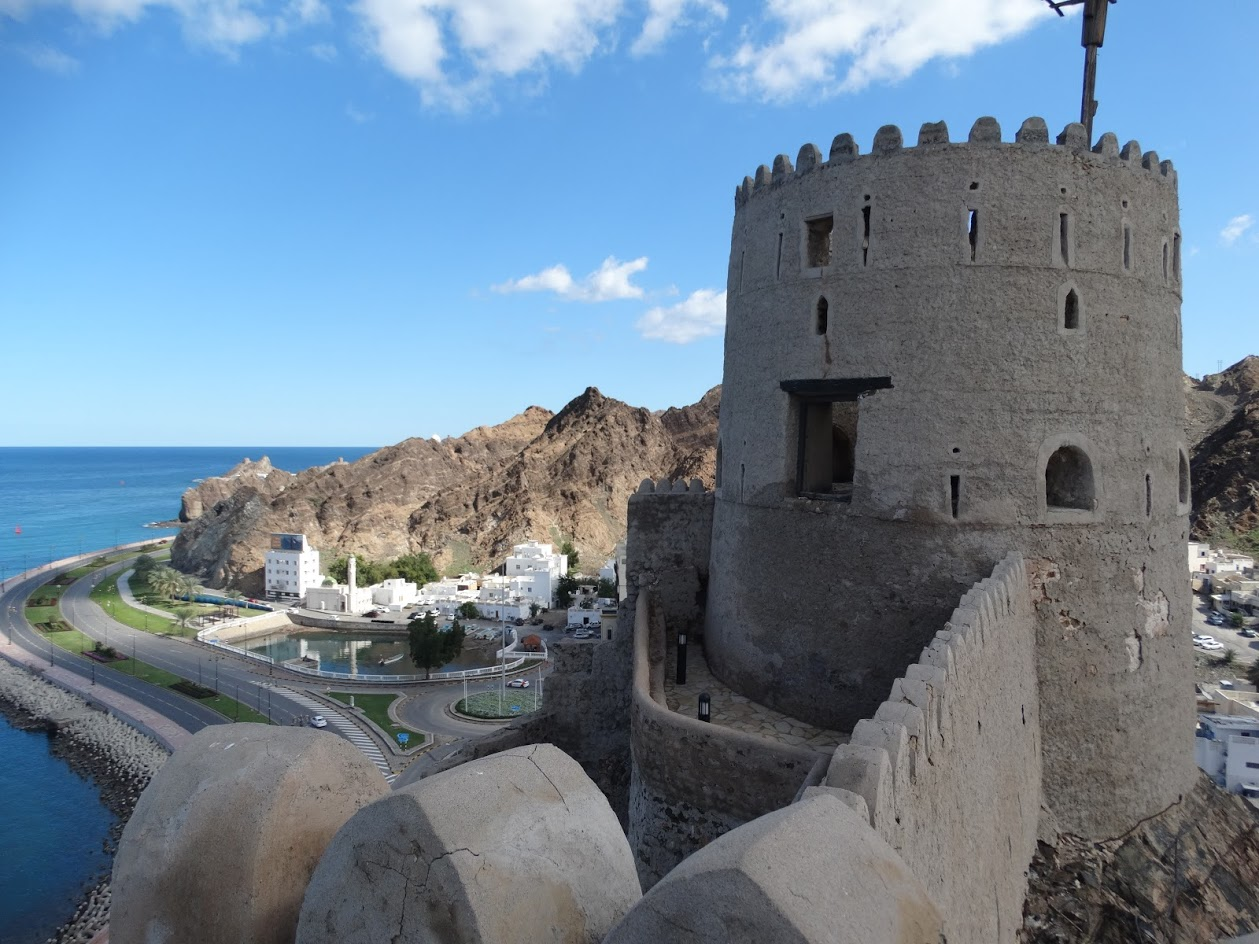